# NGC 42
Az NGC 42 egy lentikuláris galaxis a Pegasus (Pegazus) csillagképben.

## Felfedezése
Az NGC 42 galaxist Albert Marth fedezte fel 1864. október 30-án.

## Tudományos adatok
A galaxis 5981 km/s sebességgel távolodik tőlünk.